# Lepipolys behrensi
Lepipolys behrensi là một loài bướm đêm trong họ Noctuidae.